# Francisco Laporta Valor
Francisco Laporta Valor (Alcoy, 20 novembre 1849 - ?, 23 mars 1914), est un peintre, graveur et photographe espagnol.

## Galerie

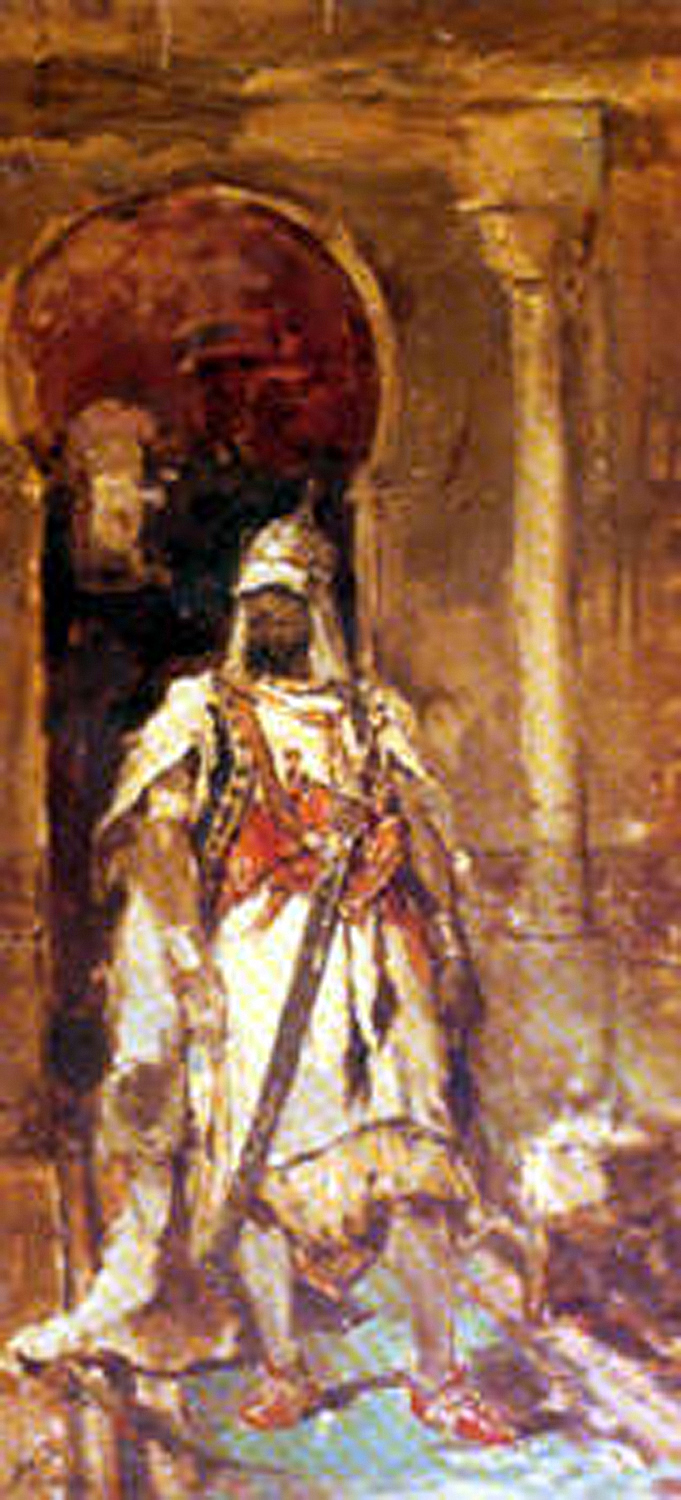
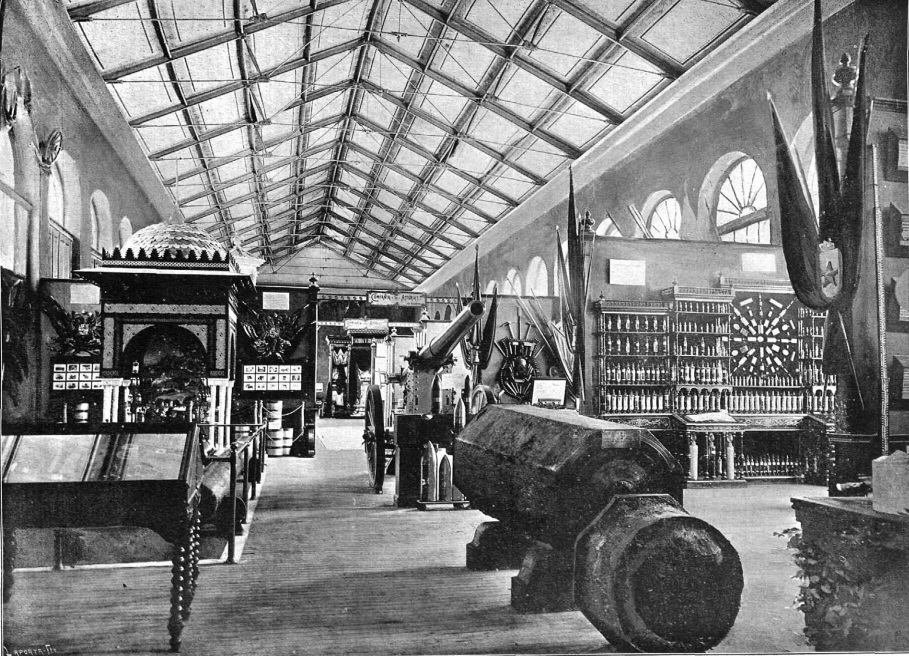
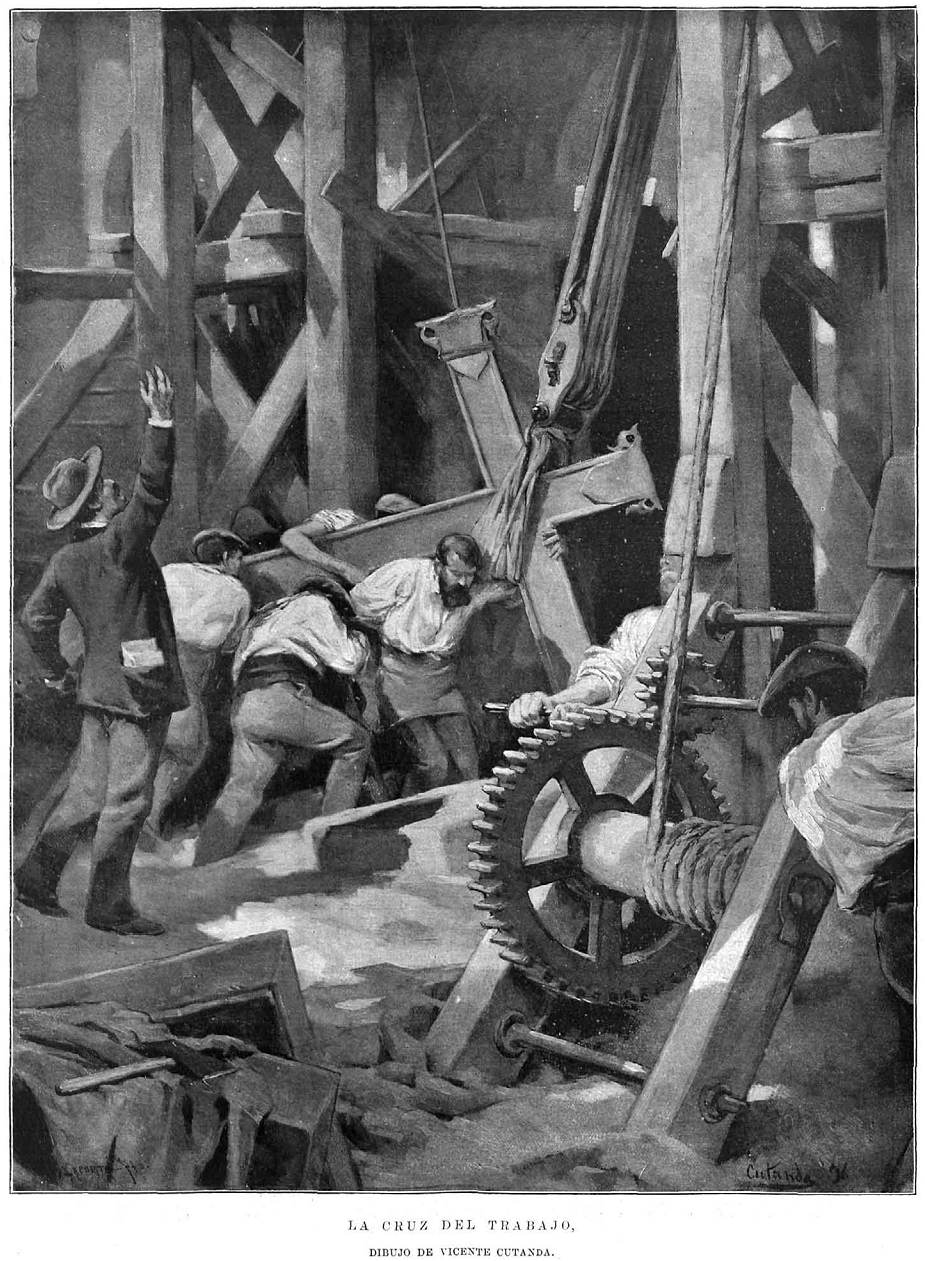
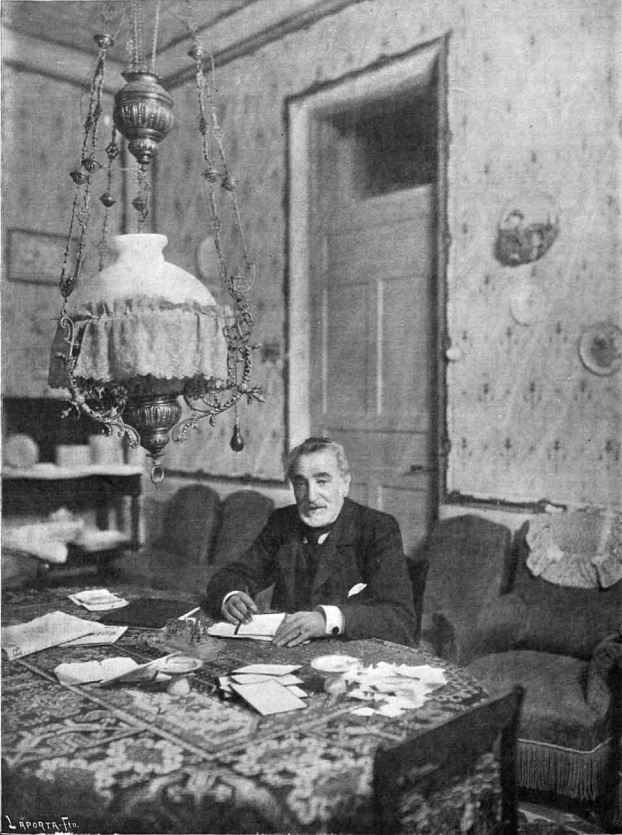